# Флер-де-Лі
Флер-де-Лі (англ. Fleur de Lys) — містечко в Канаді, у провінції Ньюфаундленд і Лабрадор.

## Населення
За даними перепису 2016 року, містечко нараховувало 244 особи, показавши скорочення на 7,9 %, порівняно з 2011 роком. Середня густина населення становила 6,1 осіб/км².
З офіційних мов обома одночасно не володів жоден з жителів, тільки англійською — 240.
Працездатне населення становило 35,6 % усього населення, рівень безробіття — 56,2 % (25 % серед чоловіків та 87,5 % серед жінок). 75 % осіб були найманими працівниками, а 18,8 % — самозайнятими.

## Клімат
Середня річна температура становить 3,5 °C, середня максимальна — 17,9 °C, а середня мінімальна — −10,3 °C. Середня річна кількість опадів — 1084 мм.
| Клімат поселення                              | Клімат поселення | Клімат поселення | Клімат поселення | Клімат поселення | Клімат поселення | Клімат поселення | Клімат поселення | Клімат поселення | Клімат поселення | Клімат поселення | Клімат поселення | Клімат поселення | Клімат поселення |
| Показник                                      | Січ.             | Лют.             | Бер.             | Квіт.            | Трав.            | Черв.            | Лип.             | Серп.            | Вер.             | Жовт.            | Лист.            | Груд.            |                  |
| Середній максимум, °C                         | −3,3             | −3,2             | −0,07            | 4,67             | 8,27             | 12,37            | 15,87            | 17,93            | 14,07            | 9,03             | 4,37             | −0,43            |                  |
| Середня температура, °C                       | −6,8             | −6,67            | −3,53            | 1,17             | 4,77             | 8,83             | 13,17            | 15,20            | 11,40            | 6,33             | 1,67             | −3,13            |                  |
| Середній мінімум, °C                          | −10,33           | −10,2            | −7,07            | −2,33            | 1,27             | 5,33             | 10,50            | 12,53            | 8,70             | 3,63             | −1,03            | −5,8             |                  |
| Норма опадів, мм                              | 97               | 84               | 73               | 71               | 77               | 101              | 85               | 99               | 91               | 109              | 96               | 101              |                  |
| Середньомісячна швидкість вітру, м/с          | 6.70             | 6.30             | 6.10             | 5.60             | 5.10             | 4.90             | 4.60             | 4.80             | 5.40             | 5.80             | 6.40             | 6.80             |                  |
| Середньомісячна сонячна радіація, кДж/м²·день | 3669             | 6667             | 10933            | 14527            | 17473            | 18885            | 18561            | 15593            | 11309            | 6670             | 3733             | 2745             |                  |
| --------------------------------------------- | ---------------- | ---------------- | ---------------- | ---------------- | ---------------- | ---------------- | ---------------- | ---------------- | ---------------- | ---------------- | ---------------- | ---------------- | ---------------- |
| Джерело:                                      |                  |                  |                  |                  |                  |                  |                  |                  |                  |                  |                  |                  |                  |